# Емблема на Република Сръбска
Емблемата на Република Сръбска е настоящият символ на босненската сръбска република. Утвърдена е от правителството на 16 юни 2007 г. на мястото на бившия герб, който беше признат за неконституционен от Конституционния съд на Босна и Херцеговина.

## Описание
Емблемата на Република Сръбска представлява знамето на Република Сръбска, на което има стилизирани инициалите РС на кирилица. От двете страни на емблемата има изобразени златни дъбови клонки. На двете страни около емблемата е изписано Република Сръбска на кирилица и латиница. В долния край на емблемата е поставена корона от времето на Котроманичите.